# داوید آلابا
داوید اولاتوکونبو آلابا (آلمانی: David Olatukunbo Alaba؛ زادهٔ ۲۴ ژوئن ۱۹۹۲) بازیکن فوتبال اهل اتریش است که برای باشگاه فوتبال رئال مادرید بازی می‌کند.

## عملکرد باشگاهی

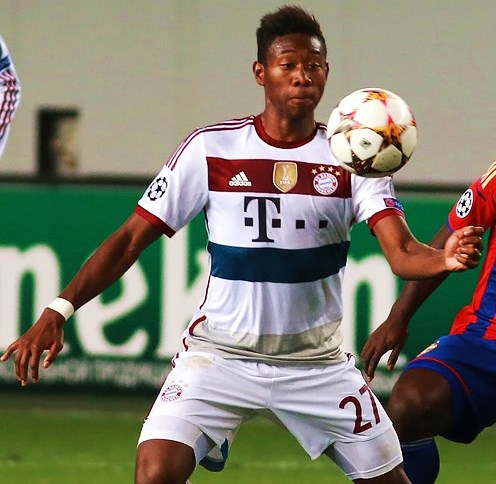
آلابا با تیم نوجوانان بایرن مونیخ در جام جهانی باشگاه‌های فوتبال

### باشگاه‌های اولیه
آلابا که زاده وین است، فوتبال خود را در اس وی آسپرن (تیم محل زندگی او) شروع کرد. سپس در سن ۱۰ سالگی به تیم نوجوانان باشگاه آستریا وین پیوست. در آنجا به سرعت پیشرفت کرد و در آوریل ۲۰۰۸ برای یک بازی در لیگ برتر اتریش، در لیست ۱۸ نفره قرار گرفت. همچنین پنج بار برای تیم دوم آستریا وین بازی کرد. در تابستان ۲۰۰۸ به تیم بایرن مونیخ پیوست.

### بایرن مونیخ
آلابا کار خود را در تیم نوجوانان بایرن مونیخ آغاز کرد و برای تیم‌های زیر ۱۷ سال و زیر ۱۹ سال بایرن مونیخ بازی کرد. او اولین گل رسمی خود را برای تیم دوم بایرن مونیخ در ۲۹ اوت ۲۰۰۹ به ثمر رساند. سپس نام او در لیست بایرن مونیخ برای لیگ قهرمانان اروپا فصل ۱۰–۲۰۰۹ ثبت شد. بعد از آن اعلام شد که آلابا با تیم اول بایرن مونیخ تمرین می‌کند.
آلابا برای اولین بار در ۱۰ فوریه ۲۰۱۰ در لیست ۱۸ نفره بایرن مونیخ قرار گرفت. این بازی جام حذفی آلمان و برابر گروتر فورث برگزار می‌شد و آلابا در دقیقه ۵۹ به جای کریستین لِل وارد زمین شد. یک دقیقه بعد و با دومین لمس توپ، یک پاس گل برای فرانک ریبری فرستاد تا نتیجه ۳–۲ به نفع بایرن مونیخ شود. در ادامه بازی با نتیجه ۶–۲ به نفع بایرن مونیخ تمام شد. او همچنین با ۱۷ سال و ۷ ماه و ۸ روز به جوانترین بازیکن بایرن مونیخ در مسابقات رسمی بدل شد. با سن ۱۷ سال و ۸ ماه و ۱۳ روز اولین بازی خود در لیگ قهرمانان اروپا را در ۹ مارس ۲۰۱۰ مقابل فیورنتینا تجربه کرد. او پیش از پیوستن به به رئال مادرید در سال ۲۰۲۱ طی یک دهه همراه با بایرن مونیخ تمام جام‌های ممکن را به دست آورد.

#### قرض به هوفنهایم
در ژانویه ۲۰۱۱، آلابا به صورت قرضی تا آخر فصل ۱۱–۲۰۱۰ به هوفنهایم پیوست. در همان ماه، اولین گل خود در بوندسلیگا مقابل سن پائولی در مسابقه‌ای که ۲–۲ تمام شد، به ثمر رساند.

#### فصل ۱۲–۲۰۱۱
آلابا در آغاز فصل ۱۲–۲۰۱۱ به بایرن مونیخ برگشت. پس از بازگشت به عضو ثابت لیست ۱۸ نفره بدل شد. در ۲۳ اکتبر ۲۰۱۱، آلابا اولین گل خود برای بایرن مونیخ را برابر هانوفر۹۶ به ثمر رساند. در نیم فصل دوم، آلابا معمولاً در ترکیب اصلی به میدان می‌رفت. در ۲۵ آوریل ۲۰۱۲ در بازی برگشت نیمه نهایی لیگ قهرمانان اروپا مقابل رئال مادرید به میدان رفت و در ضربات پنالتی اولین پنالتی تیمش را به گل تبدیل کرد. بایرن مونیخ در ضربات پنالتی با نتیجه ۳–۱ پیروز شد و به فینال راه پیدا کرد ولی آلابا به علت محرومیت نتوانست در فینال بازی کند. آلابا با اعلام رئیس باشگاه بایرن مونیخ در سال ۲۰۲۱ از این تیم جدا شد.

#### فصل ۱۳–۲۰۱۲
در ۲ آوریل ۲۰۱۳، آلابا هفتمین گل سریع (۲۵٫۰۲ ثانیه) تاریخ لیگ قهرمانان اروپا را در برابر یوونتوس به ثمر رساند. در ۲۵ می ۲۰۱۳، او ۹۰ دقیقه کامل در پُست دفاع چپ در فینال لیگ قهرمانان اروپا ۱۳–۲۰۱۲ بازی کرد که بایرن مونیخ با نتیجه ۲–۱ بروسیا دورتموند را شکست داد و قهرمان شد. در ۲ دسامبر ۲۰۱۳، آلابا قرارداد جدیدی تا سال ۲۰۱۸ با بایرن مونیخ امضا کرد.

#### فصل ۱۴–۲۰۱۳
از بازی‌های مهم در این فصل می‌توان به بازی برابر بروسیا دورتموند در سوپرکاپ آلمان، چلسی در سوپرکاپ اروپا و دو بازی در جام باشگاه‌های فوتبال جهان برابر گوانگ‌ژو اورگراند و الرجا اشاره کرد.

#### فصل ۱۵–۲۰۱۴
در ژانویه ۲۰۱۵، برای دومین بار پیاپی آلابا در تیم منتخب اروپا به انتخاب مردم (۳۵۴۰۶۷ رأی) در سال ۲۰۱۴ به عنوان دفاع چپ برگزیده شد.

#### فصل ۱۶–۲۰۱۵
اولین بازی فصل را در سوپرجام آلمان در برابر وولفسبورگ انجام داد که در ضربات پنالتی منجر به شکست شد. سه هفته بعد در بازی مقابل با هوفنهایم با پاس اشتباهی که داد، باعث شد تیمش در ثانیه ۹ گل بخورد که سریع‌ترین گل تاریخ بوندسلیگا نامیده شد. در ۱۸ مارس ۲۰۱۶، آلابا قراردادش با بایرن مونیخ را تا سال ۲۰۲۱ تمدید کرد.

#### رئال مادرید
او در سال ۲۰۲۱ با انتقالی آزاد تا سال۲۰۲۶ از بایرن مونیخ به رئال مادرید پیوست. مبلغ دستمزد سالیانه او ۱۱ میلیون یورو اعلام شده است.
لیورپول
او در تابستان ۲۰۲۴ به باشگاه فوتبال لیورپول پیوست

## عملکرد ملی
آلابا در رده ملّی برای تیم‌های زیر۱۷ سال، زیر۱۹ سال و زیر۲۱ سال بازی کرده. در اکتبر ۲۰۰۹، آلابا برای بازی مقابل فرانسه، به تیم ملّی فوتبال اتریش دعوت شد. وی با بازی در این مسابقه، به جوانترین بازیکن تاریخ تیم ملی اتریش تبدیل شد. او اولین گل ملی خود را در ۱۶ اکتبر ۲۰۱۲، در مسابقات مقدماتی جام جهانی به قزاقستان زد.
در سال ۲۰۱۱ و در سن ۱۹ سالگی، جایزه بهترین بازیکن فوتبال سال اتریش را بُرد. در سال ۲۰۱۲ نیز برای دومین بار پیاپی این جایزه را از آن خود کرد.
او مرحله مقدماتی جام جهانی فوتبال ۲۰۱۴ را به عنوان بهترین گلزن تیم ملی اتریش، با ۶ گل، به پایان رساند.

### گل‌های ملّی
|    | تاریخ           | ورزشگاه                        | تیم حریف      | نتیجه گل | نتیجه نهایی | مسابقات                       |
| -- | --------------- | ------------------------------ | ------------- | -------- | ----------- | ----------------------------- |
| ۱  | ۱۶ اکتبر ۲۰۱۲   | ارنست هاپل وین، اتریش          | قزاقستان      | ۳-۰      | ۴–۰         | مقدماتی جام جهانی برزیل ۲۰۱۴  |
| ۲  | ۲۲ مارس ۲۰۱۳    | ارنست هاپل وین، اتریش          | جزایر فارو    | ۵-۰      | ۶–۰         | مقدماتی جام جهانی برزیل ۲۰۱۴  |
| ۳  | ۲۶ مارس ۲۰۱۳    | آویوا، دوبلین، جمهوری ایرلند   | جمهوری ایرلند | ۲-۲      | ۲–۲         | مقدماتی جام جهانی برزیل ۲۰۱۴  |
| ۴  | ۷ ژون ۲۰۱۳      | ارنست هاپل وین، اتریش          | سوئد          | ۱-۰      | ۲–۱         | مقدماتی جام جهانی برزیل ۲۰۱۴  |
| ۵  | ۱۰ سپتامبر ۲۰۱۳ | ارنست هاپل وین، اتریش          | جمهوری ایرلند | ۱-۰      | ۱–۰         | مقدماتی جام جهانی برزیل ۲۰۱۴  |
| ۶  | ۱۵ اکتبر ۲۰۱۳   | تورسفولور، توشهاون، جزایر فارو | جزایر فارو    | ۳-۰      | ۳–۰         | مقدماتی جام جهانی برزیل ۲۰۱۴  |
| ۷  | ۸ سپتامبر ۲۰۱۴  | ارنست هاپل وین، اتریش          | سوئد          | ۱-۰      | ۱–۱         | مقدماتی جام ملت‌های اروپا ۲۰۱۶ |
| ۸  | ۹ اکتبر ۲۰۱۴    | زیمبرو، کیشینف، مولداوی        | مولداوی       | ۱-۰      | ۲–۱         | مقدماتی جام ملت‌های اروپا ۲۰۱۶ |
| ۹  | ۲۷ مارس ۲۰۱۵    | راین پارک، فادوتس، لیختن‌اشتاین | لیختن‌اشتاین   | ۳-۰      | ۵–۰         | مقدماتی جام ملت‌های اروپا ۲۰۱۶ |
| ۱۰ | ۸ سپتامبر ۲۰۱۵  | فرندز آرنا، سولنا، سوئد        | سوئد          | ۱-۰      | ۴–۱         | مقدماتی جام ملت‌های اروپا ۲۰۱۶ |
| ۱۱ | ۱۷ نوامبر ۲۰۱۵  | ارنست هاپل وین، اتریش          | سوئیس         | ۱-۱      | ۱–۲         | دوستانه                       |

## مربیگری
در فصل ۰۹–۲۰۰۸، تیم زیر۱۱ سال بایرن مونیخ را مربیگری کرد.

## زندگی شخصی
آلابا در شهر وین متولد شد. یک خواهر دارد. مادرش از فیلیپین مهاجرت کرده بود تا پرستار شود. پدرش از اقوام یوروبا نیجریه است که یک رپر است و به عنوان یک دی‌جی هم کار می‌کند. او مسیحی است و عضو مذهب ادونتیست‌های روز هفتم می‌باشد.

## آمار باشگاهی
تا تاریخ ۲۸ نوامبر ۲۰۲۳
| عملکرد              | عملکرد              | عملکرد              | لیگ  | لیگ | جام      | جام      | قاره‌ای | قاره‌ای | دیگر | دیگر | مجموع | مجموع |
| فصل                 | باشگاه              | لیگ                 | بازی | گل  | بازی     | گل       | بازی   | گل     | بازی | گل   | بازی  | گل    |
|                     |                     |                     | لیگ  | لیگ | جام حذفی | جام حذفی | اروپا  | اروپا  | دیگر | دیگر | مجموع | مجموع |
| ------------------- | ------------------- | ------------------- | ---- | --- | -------- | -------- | ------ | ------ | ---- | ---- | ----- | ----- |
| ۲۰۰۹–۲۰۱۰           | بایرن مونیخ ۲       | بوندسلیگا ۳         | ۲۳   | ۱   | ۰        | ۰        | ۰      | ۰      | ۰    | ۰    | ۲۳    | ۱     |
| ۲۰۱۰–۲۰۱۱           | بایرن مونیخ ۲       | بوندسلیگا ۳         | ۱۰   | ۰   | ۰        | ۰        | ۰      | ۰      | ۰    | ۰    | ۱۰    | ۰     |
| مجموع بایرن مونیخ ۲ | مجموع بایرن مونیخ ۲ | مجموع بایرن مونیخ ۲ | ۳۳   | ۱   | ۰        | ۰        | ۰      | ۰      | ۰    | ۰    | ۳۳    | ۱     |
| ۲۰۱۰–۲۰۱۱           | هوفنهایم            | بوندسلیگا           | ۱۷   | ۲   | ۱        | ۰        | ۰      | ۰      | ۰    | ۰    | ۱۸    | ۲     |
| مجموع هوفنهایم      | مجموع هوفنهایم      | مجموع هوفنهایم      | ۱۷   | ۲   | ۱        | ۰        | ۰      | ۰      | ۰    | ۰    | ۱۸    | ۲     |
| ۲۰۰۹–۲۰۱۰           | بایرن مونیخ         | بوندس‌لیگا           | ۳    | ۰   | ۱        | ۰        | ۲      | ۰      | ۰    | ۰    | ۶     | ۰     |
| ۲۰۱۰–۲۰۱۱           | بایرن مونیخ         | بوندس‌لیگا           | ۲    | ۰   | ۱        | ۰        | ۰      | ۰      | ۰    | ۰    | ۳     | ۰     |
| ۲۰۱۱–۲۰۱۲           | بایرن مونیخ         | بوندس‌لیگا           | ۳۰   | ۲   | ۶        | ۱        | ۱۱     | ۰      | ۰    | ۰    | ۴۷    | ۲     |
| ۲۰۱۲–۲۰۱۳           | بایرن مونیخ         | بوندس‌لیگا           | ۲۳   | ۳   | ۴        | ۰        | ۱۱     | ۲      | ۰    | ۰    | ۳۸    | ۵     |
| ۲۰۱۳–۲۰۱۴           | بایرن مونیخ         | بوندس‌لیگا           | ۲۸   | ۲   | ۵        | ۰        | ۱۲     | ۲      | ۴    | ۰    | ۵۹    | ۴     |
| ۲۰۱۴–۲۰۱۵           | بایرن مونیخ         | بوندس‌لیگا           | ۱۹   | ۲   | ۳        | ۳        | ۶      | ۰      | ۱    | ۰    | ۲۹    | ۵     |
| ۲۰۱۵–۲۰۱۶           | بایرن مونیخ         | بوندس‌لیگا           | ۳۰   | ۱   | ۵        | ۰        | ۱۰     | ۱      | ۱    | ۰    | ۴۶    | ۲     |
| ۲۰۱۶–۲۰۱۷           | بایرن مونیخ         | بوندس‌لیگا           | ۳۲   | ۴   | ۵        | ۱        | ۹      | ۰      | ۱    | ۰    | ۴۷    | ۵     |
| ۲۰۱۷–۲۰۱۸           | بایرن مونیخ         | بوندس‌لیگا           | ۲۳   | ۲   | ۶        | ۰        | ۷      | ۰      | ۰    | ۰    | ۳۶    | ۲     |
| ۲۰۱۸–۲۰۱۹           | بایرن مونیخ         | بوندس‌لیگا           | ۳۱   | ۳   | ۴        | ۰        | ۷      | ۰      | ۱    | ۰    | ۴۳    | ۳     |
| ۲۰۱۹–۲۰۲۰           | بایرن مونیخ         | بوندس‌لیگا           | ۲۸   | ۱   | ۵        | ۱        | ۸      | ۰      | ۱    | ۰    | ۴۲    | ۲     |
| ۲۰۲۰–۲۰۲۱           | بایرن مونیخ         | بوندس‌لیگا           | ۳۳   | ۲   | ۱        | ۰        | ۸      | ۰      | ۳    | ۰    | ۴۵    | ۲     |
| مجموع بایرن مونیخ   | مجموع بایرن مونیخ   | مجموع بایرن مونیخ   | ۲۸۲  | ۲۲  | ۴۶       | ۶        | ۹۱     | ۵      | ۱۲   | ۰    | ۴۳۱   | ۳۳    |
| ۲۰۲۱–۲۰۲۲           | رئال مادرید         | لالیگا              | ۳۰   | ۲   | ۳        | ۰        | ۱۲     | ۱      | ۱    | ۰    | ۴۶    | ۳     |
| ۲۰۲۲–۲۰۲۳           | رئال مادرید         | لالیگا              | ۲۳   | ۱   | ۲        | ۰        | ۱۱     | ۰      | ۳    | ۱    | ۳۹    | ۲     |
| ۲۰۲۳–۲۰۲۴           | رئال مادرید         | لالیگا              | ۱۱   | ۰   | ۰        | ۰        | ۲      | ۰      | ۰    | ۰    | ۱۳    | ۰     |
| مجموع رئال مادرید   | مجموع رئال مادرید   | مجموع رئال مادرید   | ۶۴   | ۳   | ۵        | ۰        | ۲۵     | ۱      | ۴    | ۱    | ۹۸    | ۵     |
| مجموع آمار          | مجموع آمار          | مجموع آمار          | ۳۹۶  | ۲۸  | ۵۲       | ۶        | ۱۱۶    | ۶      | ۱۶   | ۱    | ۵۸۰   | ۴۱    |

## آمار ملی

### بازی‌های ملی
تا تاریخ ۲۱ نوامبر ۲۰۲۳
| اتریش | اتریش | اتریش | اتریش  |
| سال   | بازی  | گل    | پاس گل |
| ----- | ----- | ----- | ------ |
| ۲۰۰۹  | ۲     | ۰     | ۰      |
| ۲۰۱۰  | ۳     | ۰     | ۰      |
| ۲۰۱۱  | ۱۱    | ۰     | ۳      |
| ۲۰۱۲  | ۵     | ۱     | ۲      |
| ۲۰۱۳  | ۱۰    | ۵     | ۱      |
| ۲۰۱۴  | ۴     | ۲     | ۰      |
| ۲۰۱۵  | ۷     | ۳     | ۳      |
| ۲۰۱۶  | ۱۲    | ۰     | ۳      |
| ۲۰۱۷  | ۵     | ۰     | ۲      |
| ۲۰۱۸  | ۸     | ۲     | ۲      |
| ۲۰۱۹  | ۵     | ۱     | ۰      |
| ۲۰۲۰  | ۴     | ۰     | ۰      |
| ۲۰۲۱  | ۱۵    | ۰     | ۴      |
| ۲۰۲۲  | ۷     | ۱     | ۰      |
| ۲۰۲۳  | ۷     | ۰     | ۱      |
| مجموع | ۱۰۵   | ۱۵    | ۲۱     |

### گل‌های ملی
| شماره | تاریخ           | میزبان     | بازی ملی | حریف        | نتیجه | رقابت                         |
| ----- | --------------- | ---------- | -------- | ----------- | ----- | ----------------------------- |
| ۱     | ۱۶ اکتبر ۲۰۱۲   | وین        | ۲۰       | قزاقستان    | ۴–۰   | مقدماتی جام جهانی ۲۰۱۴        |
| ۲     | ۲۲ مارس ۲۰۱۳    | وین        | ۲۳       | جزایر فارو  | ۶–۰   | مقدماتی جام جهانی ۲۰۱۴        |
| ۳     | ۲۶ مارس ۲۰۱۳    | دوبلین     | ۲۴       | ایرلند      | ۲–۲   | مقدماتی جام جهانی ۲۰۱۴        |
| ۴     | ۷ ژوئن ۲۰۱۳     | وین        | ۲۵       | سوئد        | ۲–۱   | مقدماتی جام جهانی ۲۰۱۴        |
| ۵     | ۱۰ سپتامبر ۲۰۱۳ | وین        | ۲۸       | ایرلند      | ۱–۰   | مقدماتی جام جهانی ۲۰۱۴        |
| ۶     | ۱۵ اکتبر ۲۰۱۳   | توشهاون    | ۳۰       | جزایر فارو  | ۳–۰   | مقدماتی جام جهانی ۲۰۱۴        |
| ۷     | ۸ سپتامبر ۲۰۱۴  | وین        | ۳۳       | سوئد        | ۱–۱   | مقدماتی جام ملت‌های اروپا ۲۰۱۶ |
| ۸     | ۹ اکتبر ۲۰۱۴    | کیشیناو    | ۳۴       | مولداوی     | ۲–۱   | مقدماتی جام ملت‌های اروپا ۲۰۱۶ |
| ۹     | ۲۷ مارس ۲۰۱۵    | فادوتس     | ۳۶       | لیختن‌اشتاین | ۵–۰   | مقدماتی جام ملت‌های اروپا ۲۰۱۶ |
| ۱۰    | ۸ سپتامبر ۲۰۱۵  | سولنا      | ۳۹       | سوئد        | ۴–۱   | مقدماتی جام ملت‌های اروپا ۲۰۱۶ |
| ۱۱    | ۱۷ نوامبر ۲۰۱۵  | وین        | ۴۲       | سوئیس       | ۱–۲   | دوستانه                       |
| ۱۲    | ۲۳ مارس ۲۰۱۸    | کلاگن فورت | ۶۰       | اسلوونی     | ۳–۰   | دوستانه                       |
| ۱۳    | ۶ سپتامبر ۲۰۱۸  | وین        | ۶۴       | سوئد        | ۲–۰   | دوستانه                       |
| ۱۴    | ۱۶ نوامبر ۲۰۱۹  | وین        | ۷۲       | مقدونیه     | ۲–۱   | مقدماتی جام ملت‌های اروپا ۲۰۲۰ |
| ۱۵    | ۲۰ نوامبر ۲۰۲۲  | وین        | ۹۸       | ایتالیا     | ۲–۰   | دوستانه                       |

## افتخارات
بایرن مونیخ
- بوندس‌لیگا(۱۰): ۲۰۰۹–۲۰۱۰، ۲۰۱۲–۲۰۱۳، ۲۰۱۳–۲۰۱۴، ۲۰۱۴–۲۰۱۵، ۲۰۱۵–۲۰۱۶، ۲۰۱۶–۲۰۱۷، ۲۰۱۷–۲۰۱۸، ۲۰۱۸–۲۰۱۹، ۲۰۱۹–۲۰۲۰، ۲۰۲۰–۲۰۲۱
- جام حذفی فوتبال آلمان(۶): ۲۰۰۹–۲۰۱۰، ۲۰۱۲–۲۰۱۳، ۲۰۱۳–۲۰۱۴، ۲۰۱۵–۲۰۱۶، ۲۰۱۸–۲۰۱۹، ۲۰۱۹–۲۰۲۰
- سوپر جام فوتبال آلمان(۵): ۲۰۱۲، ۲۰۱۶، ۲۰۱۷، ۲۰۱۸، ۲۰۲۰
- لیگ قهرمانان اروپا(۲): ۲۰۱۲–۲۰۱۳، ۲۰۱۹–۲۰۲۰
- سوپرجام اروپا(۲): ۲۰۱۳، ۲۰۲۰
- جام باشگاه‌های فوتبال جهان(۲): ۲۰۱۳، ۲۰۲۰

رئال مادرید
- لالیگا(۱): ۲۰۲۲–۲۰۲۱، ۲۰۲۴—۲۰۲۳
- سوپر جام فوتبال اسپانیا(۱): ۲۰۲۲—۲۰۲۱
- لیگ قهرمانان اروپا(۱): ۲۰۲۲–۲۰۲۱، ۲۰۲۴—۲۰۲۳
- سوپر جام اروپا(۱): ۲۰۲۲، ۲۰۲۴
- جام باشگاه‌های جهان(۱): ۲۰۲۲
- کوپا دل ری(۱): ۲۰۲۲–۲۰۲۳
- فردی
- بهترین بازیکن سال فوتبال اتریش: ۲۰۱۱، ۲۰۱۲، ۲۰۱۳، ۲۰۱۴، ۲۰۱۵، ۲۰۱۶، ۲۰۲۰، ۲۰۲۲
- بهترین ورزشکار سال اتریش: ۲۰۱۳، ۲۰۱۴
- تیم سال یوفا: ۲۰۱۳، ۲۰۱۴، ۲۰۱۵
- تیم منتخب دور گروهی لیگ قهرمانان: ۲۰۱۵–۲۰۱۶
- تیم سال لیگ قهرمانان اروپا: ۲۰۱۹–۲۰۲۰
- تیم سال بوندسلیگا: ۲۰۱۴–۲۰۱۵، ۲۰۱۵–۲۰۱۶